# Хартия вольностей
Это статья о документе XII века. Не путать с Великой хартией вольностей
Ха́ртия во́льностей (англ. Charter of Liberties), также называемая Коронационной хартией — прокламация, составленная Генрихом Боклерком и обнародованная при его вступлении на престол в 1100.
Хартия вольностей устанавливает определённые обязательства короля, касающиеся жалованья дворян и церковных сановников.
В документе изложены рассуждения о некоторых превышениях власти предшественником Генриха I, его братом Вильгельмом Рыжим, в частности об обложении баронов дополнительными налогами, излишнем количестве епископств и церковных приходов и о существовании симонии.
Создание этого документа считается решающим этапом в истории вольностей в Англии, но с течением времени английские короли стали им пренебрегать, и в 1213 архиепископ Стефан Лэнгтон напомнил дворянам о его существовании. Хартия вольностей гарантировала свободы за целый век до Magna Carta, и является, таким образом, её предшественницей.
Текст хартии был также употреблён при составлении Хартии норманнов, жалованной 19 марта 1315 французским королём Людовиком Сварливым для признания обособленности Нормандии. Она также стала основой Конституционной хартии, жалованной французам Людовиком XVIII в 1814.